# رافاييل جيرار
رافاييل جيرار هو سياسي فرنسي، ولد في 11 يناير 1968 في Cirey-sur-Vezouze ‏ في فرنسا. نشط حزبياً في الجمهورية إلى الأمام!. وقد انتخب نائب فرنسي عن دائرة Charente-Maritime's 4th constituency ‏ وقد انضم خلال فترته النيابية ‏ (21 يونيو 2017 – ) للكتلة البرلمانية تكتل الجمهورية على الدرب ‏.